# Погост (Медвежьегорский район)
Пого́ст (карел. Pogostu) — деревня в составе Паданского сельского поселения Медвежьегорского района Республики Карелия Российской Федерации. Комплексный памятник истории.

## Общие сведения
Расположена на западном берегу озера Сегозеро.
В деревне находится деревянная церковь Рождества Пресвятой Богородицы.

## Население
| 2002 | 2010 | 2013 |
| ---- | ---- | ---- |
| 6    | ↘2   | ↘1   |

Основную часть населения деревни составляют русские (67 %) и карелы (33 %, 2002 год).

## Улицы
- ул. Рабочая

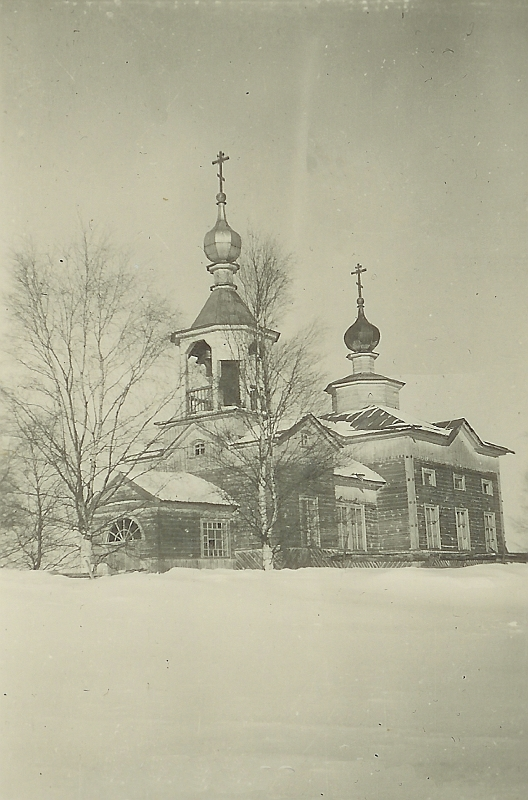
Церковь Рождества Богородицы в Паданах, 1940-е